# Jüdische Ära
 Heute ist: 
Montag
24. März

2025
24. Adar

AM 5785

[aktualisieren]
Die Jüdische Ära ist die Jahreszählung im jüdischen Kalender.

## Bezeichnung
Analog der christlichen Ära, die auch als Zählung Anno Domini (Jahr des Herrn, abgekürzt AD) bekannt ist, wird die jüdische Zählung als Anno Mundi (eine verkürzte Form von ab creatione mundi, was seit Erschaffung der Welt oder Jahr der Welt bedeutet, abgekürzt AM) bezeichnet. Annus mundi bezeichnet jedoch auch eine abweichende Weltära im byzantinisch-griechischen Kalender.

## Beginn
Maßgeblich für den Jahresbeginn im jüdischen Kalender ist der Moled Tischri, das ist der zyklisch berechnete Zeitpunkt des Neumonds des Monats Tischri. Der Moled Tischri des Jahres 1 AM fällt nach dem julianischen Kalender auf Sonntag, den 6. Oktober (6. Septembergreg.), 23:11 Uhr, 3761 v. Chr. Da beim jüdischen Kalender der Tag mit dem Sonnenuntergang (bzw. für die Kalenderrechnung um 18 Uhr) beginnt, fällt dieser Zeitpunkt nach dem jüdischen Kalender schon auf den Montag. Da keine der Ausnahmeregeln des jüdischen Kalenders greift, ist dies auch der Tag des Jahresbeginns. Der 1. Tischri 1 AM, der Jahresanfang des Jahres 1 der jüdischen Ära, fällt also auf Montag, 7. Oktoberjul./7. Septembergreg..

## Besonderheit
Zu beachten ist, dass dieses Datum fast ein Jahr vor dem traditionell angenommenen Datum für die Erschaffung der Welt (dem 25. Elul 1 AM) liegt.